# Historiografia grega

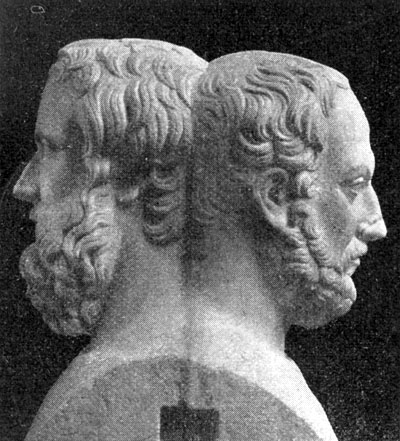
Heródoto, "pai da historiografia" e Tucídides, "pai do rigor histórico".

Por historiografia grega entende-se aquela realizada na Grécia Antiga, do século V a.C. até ao século IV d.C., de Heródoto até Zósimo, passando por Tucídides, Posidônio, Políbio, et cétera. Ao todo, Jacoby, em Fragmente der griechischen Historiker, diferenciou 856 historiadores gregos, incluídos os mitógrafos e cronistas locais.
O conceito de historiografia nasceu na Grécia Antiga, embora seja aceitável que anteriormente já existia uma concepção histórica no Oriente, um desejo de permanência de todo o realizado. Contudo, essa concepção histórica primitiva é uma mera transmissão de dados históricos que, como as listas reais do Antigo Egito, careciam de análise histórica, pelo qual não se tratava de historiografia, sem negar por isso o seu valor documental.
Heródoto é considerado o primeiro historiador, tanto atualmente como na antiguidade. Tucídides estabeleceu posteriormente a base racional e metodológica de uma historiografia nascida como reação frente do irracional da mitologia grega. Previamente, já Hecateu de Mileto atenuara o sobrenatural, ainda que a separação total não fosse até Tucídides. Heródoto concebeu a sua História como um meio de evitar o esquecimento de aquilo que devia ser recordado. Na Grécia Antiga via-se também a história como meio de mostrar exemplos, embora não modelos de acontecimentos futuros. Assim, mesmo de Heródoto os historiadores realizam um exame crítico do passado e dos fatos supostamente acontecidos. O pai da historiografia, Heródoto, assim o expressa : "realmente, ignoro se isto é verdade, simplesmente consigno o que relatam".
Quanto às fontes, existia uma preponderância das fontes orais sobre as escritas. Nas origens da historiografia era quase obrigado o uso de fontes orais, pois os gregos antigos não dispunham de suficiente material de arquivo ou bibliográfico. Contudo, quando já foi possível trabalhar com os fundos das bibliotecas, os historiadores continuaram preferindo a tradição oral; e até mesmo criticaram os que apenas trabalhavam com fontes escritas como, por exemplo, Timeu. Adicionalmente, se tem de levar em conta que os gregos não costumavam conhecer línguas bárbaras, portanto, Heródoto não podia entender por si mesmo as crônicas orientais, embora também não mostrasse interesse por conhecê-las. A escolha da tradição oral implicava a necessidade das primeiras reflexões quanto ao método histórico, como é a crítica das fontes, a sua relação e graduação segundo o valor dos testemunhos recolhidos. Daí, por exemplo, o seu empenho em mostrar todas as versões reconhecidas, embora considerasse algumas errôneas. Assim mesmo, a tradição oral obrigava a estabelecer uma cronologia que ordenasse os fatos isolados após a sua recopilação. As fontes escritas ficaram relegadas aos arqueólogos ou antiquaria, ou seja, para o estudo dos tempos remotos.

## Temática
| “ | A historiografia grega não se interessa exclusivamente por fatos isolados, mas pelo decurso dos acontecimentos na íntegra. | ” |

Na historiografia grega em geral superam-se os limites da história local e até mesmo Heródoto abarcou quase todo o mundo conhecido pelos gregos. O tema central foi a guerra, embora também houvesse história constitucional, trágica, biografias e até mesmo etnografia. A escolha de tema fundamentava-se no valor dos acontecimentos sucedidos e na informação disponível. Por exemplo, para Heródoto, um fato histórico tinha tal valor se não devia deixar-se que fosse esquecido. Tucídides escolheu a guerra do Peloponeso como tema central da sua obra por considerá-la o ponto álgido da história que viveu. Contudo, dentro desse grande tema teve de escolher  constantemente entre temas menores com absoluta arbitraredade. Como assinala Roussel, a arbitraredade obrigou a Tucídides por vezes a recarregar personagens com pormenores significativos, falseando-os em parte.

### História contemporânea
A historiografia grega é majoritariamente contemporânea, ou seja, sobre a mesma época na que viviam os historiadores. Isto explica-se porque havia maior informação sobre temas próximos no tempo, sobretudo havia mais testemunhas orais, preferindo essas fontes sobre as escritas. Tucídides, no seu afã pelo rigor histórico, considerava a experiência pessoal como imprescindível assim como Políbio. Os próprios historiadores consideravam mais fiáveis as obras que tratavam sobre o contemporâneo. Adicionalmente, a história antiga grega parecia muito exígua ao lado da egípcia por exemplo. De qualquer modo, o que o próprio historiador vivia considerava-o como um momento único e chave na história, quer a guerra do Peloponeso ou a expansão romana. Entendiam-no como a mudança de uma época a outra e como tal era preciso refleti-lo. [carece de fontes?]

### O estudo das causas das guerras
Dentro do contemporâneo, o tema preferente era a história político-militar. Tucídides cria que a única história verdadeira era a que tratava de política e guerras. Este critério perdurou nos seguintes historiadores, quer Xenofonte, Teopompo ou Políbio. Contudo, o historiador grego interessava-se mais pelas mudanças constitucionais, embora já Heródoto situasse a guerra como o centro da historiografia. Arnaldo Momigliano indica que este menor interesse pelos confrontos bélicos se devia a que eram algo cotidiano no mundo grego. Momigliano destaca a importância do estudo das causas de cada guerra. Heródoto remontou até os tempos mais remotos para explicar as Guerras Médicas, caíndo no mito. Tucídides implicou um avanço ao rejeitar interpretações míticas e diferenciar entre causas superficiais e profundas (ou "mais verdadeiras"). Este esquema foi ampliado por Políbio, que distingue entre o fato inicial que dá começo à guerra, o pretexto para a começá-la e a verdadeira causa.

### História econômica e social
No geral, os autores gregos consideraram os temas econômico-sociais de muito menor interesse que os político-militares. Havia breves e superficiais menções a temas econômicos, mas nunca foram considerados relevantes para o devir histórico. Esta falta de interesse vê-se refletida na prática pela falta de estatísticas econômicas na antiguidade. Quanto ao estudo da sociedade, também foi pobre e considerado de pouca importância. Até mesmo era considerado degradante falar sobre as classes mais desfavorecidas. Na Grécia, o único autor relevante que recolheu informação sobre a sociedade foi o filósofo Aristóteles.

### Localização

O mundo grego em meados do século VI a. C.

Em geral, a historiografia grega tem um enviesado regional, tratando a maior parte das obras da própria história grega sem importar demais a do resto de lugares. Há exceções, como Heródoto, que com os seus excursos realiza uma introdução à história do Egito ou da Pérsia, pelos quais foi muito criticado chegando mesmo a ser apelidado de "amigo dos bárbaros". Por outro lado, a pouca profundidade do trabalho de Heródoto no Oriente esporeou a que eles fizessem a sua própria história, como fez Manetão no Egito. Outros autores também se ocuparam do Oriente, mas seguindo a Alexandre, o Grande, como Xenofonte ou posteriormente Flávio Arriano. [carece de fontes?]
A Grécia deixou de ser o tema primordial em meados do período helenístico, com o crescente poderio romano. O primeiro a intuir a possível importância de Roma foi Timeu de Tauromênio, mas foi Políbio que tratou primeiro o tema com maior profundidade. A partir do século I a.C. e até a decadência final da historiografia grega, a história sobre Roma foi a temática dominante e, segundo alguns autores, foi essa falta de renovação uma das causas dessa deterioração.

#### Crônicas locais
Tanto autores antigos (Dionísio de Halicarnasso) como modernos (Wilamowitz) defenderam que os cronistas locais precederam aos primeiros historiadores, como sucedeu na historiografia romana. De qualquer modo, a partir do século V a.C. encontram-se crônicas de cidades e santuários. Sem apenas rigor histórico, concebem-se, em geral, como forma de exacerbar o orgulho local, projetando por vezes o presente sobre o passado, distorcionando-o. Existindo até a decadência final, os mais conhecidos foram os atidógrafos, no século IV a.C. [carece de fontes?]

### Teorias cíclicas
Algumas obras apresentam ideias cíclicas ou de sequência de impérios, como Heródoto ao expressar que os impérios se introduzem sempre numa dinâmica de expansão insaciável. Apesar de ocasionalmente ser considerado que os historiadores gregos tinham concepções cíclicas da consciência Histórica, especialmente Políbio, Tucídides e Heródoto, Momigliano nega-o. Para esse autor, que Tucídides expressara que a sua história servia como modelo para o futuro não implica nenhuma ideia de eterno retorno. Aceita que Políbio é mais ambíguo, mas também não apresenta nenhuma teoria cíclica na sua obra.
Era mais comum uma visão orgânica da história, uma periodização mediante sequência de ciclos exemplificada numa sucessão vital: infância, maturação e velhice. Esta era a visão que dava, por exemplo, Lúcio Aneu Floro. Outras visões cíclicas são as das idades (prata, bronze, heroica e de ferro) de Hecateu de Mileto, baseadas na progressiva degradação, salvo o paréntese heroico, e finalmente um esquema de progresso cultural e tecnológico que abrangia da barbárie até a civilização. Estes esquemas nasceram antes da própria historiografia, sendo depois adaptados e aperfeiçoados em grande escala pelos historiadores. O primeiro autor grego em plasmar este quadro foi o poeta Hesíodo n´Os Trabalhos e os Dias.

## Estilo e fontes
Schrader determina três elementos típicos principais. Em primeiro lugar, a existência de um proêmio autobiográfico onde se destaca a importância do fato a tratar. Este proêmio aparece já em Hecateu de Mileto. Em segundo lugar, estabelece-se a metodologia histórica, explicando o autor as suas fontes e os passos a seguir para contar a sua história. Em teerceiro, a articulação da obra em partes narrativas e discursivas. Estes discursos são pelo geral invenção dos autores, embora atendo-se ao senso original. Finalmente, há outros elementos típicos menos comuns e variáveis, tais como as cenas tipificadas na narração de batalhas ou os excursos típicos de Heródoto.
Sobre as fontes, em geral, houve um predomínio das orais sobre as escritas, o qual determinou em parte a proeminência da história contemporânea, pela dificuldade de recolher informação oral, que não consistira em mitos, sobre tempos remotos. Adicionalmente, historiadores como Tucídides ou Xenofonte basearam-se na sua memória ao descrever fatos nos quais participaram. Pela sua vez, o uso de fontes escritas aumentou em função do acréscimo do material disponível. [carece de fontes?]
A escolha das fontes, quando havia mais de uma com conteúdos contraditórios, fazia-se segundo a mais provável. Essa escolha não tem por que significar uma crença de que essa versão é a certa, e assim o assinalava Heródoto, que ocasionalmente se limitava a dar várias versões sem se preocupar na validez de cada uma. [carece de fontes?]

## Situação do historiador
Os historiadores gregos não obtinham nenhum benefício social do seu trabalho. A maioria eram expatriados ou exilados, como por exemplo Tucídides de Atenas ou Heródoto de Halicarnasso, o qual contrasta com a posição dos historiadores romanos, que faziam parte da elite dominante. Contudo, esta situação dava maior liberdade de crítica aos autores gregos, dando-se poucos casos de perseguições. O mais conhecido é o de Calístenes, que foi mandado executar por conjurar contra Alexandre o Grande. Dentro da própria historiografia era considerado de menor importância a antiquaria, que fazia referência ao estudo dos tempos remotos.
Quanto à transmissão da sua obra, até o século V a.C. ao público atraia-lhe mediante recitais de leitura. Este costume decaiu após Tucídides, que considerava que a sua obra estava feita para permanecer no futuro. As leituras voltaram a tornar-se comuns no período helenístico como uma forma de apresentação da obra. Adicionalmente, eram uma forma de conseguir um sustento econômico pelo trabalho historiográfico. Nessa época não existiam livros como atualmente, escrevendo-se sobre papiro que se armazenava em rolos. A leitura era difícil pois não se marcavam nem os começos de capítulo nem parágrafos e, em geral, não havia separação entre as palavras. Como cada obra era copiada à mão, não existia uma grande disponibilidade dos textos historiográficos. sabe-se da existência de algumas lojas de livros, mas eram pequenos negócios familiares sem escala comercial.

## História

### Origens
| “ | A descoberta do outro, o exotismo, mais que alguma espécie de consciência nacional, estão na origem das primeiras reflexões históricas. | ” |

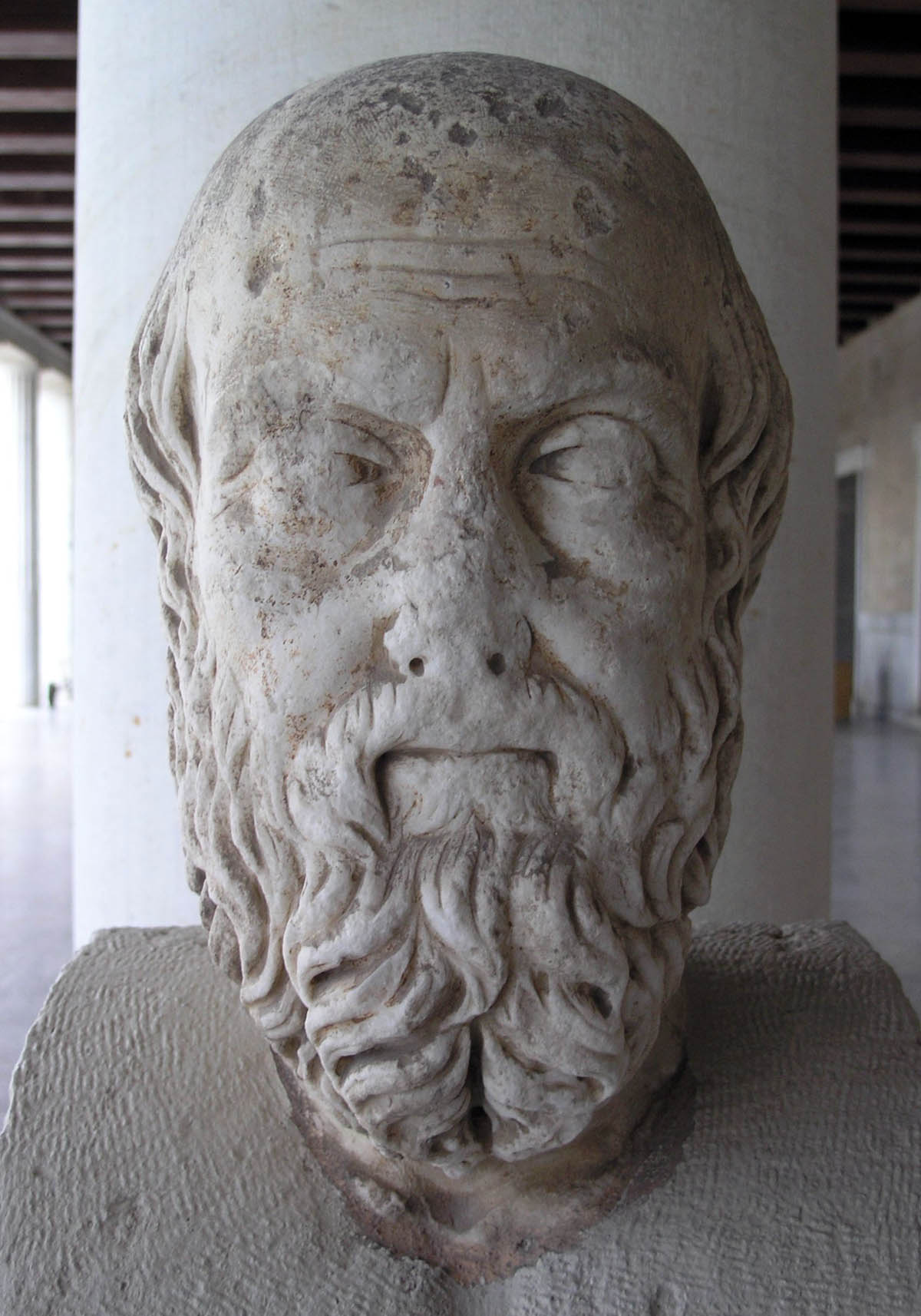
Busto de Heródoto, em Atenas.

A historiografia grega nasce no século V a.C. da mão de Heródoto. Para alguns autores, trata-se de um nascimento tardio pelo maior peso do mito e da falta de interesse por descobrir umas origens mais racionais. Antes já havia textos de caráter histórico, mas segundo Bravo, entre outros, não são fontes historiográficas ao carecer de espírito crítico. Para Burrow, estas primeiras descrições históricas focavam-se em histórias locais sobre as suas supostas origens. Schrader determina três elementos básicos e definidores da historiografia grega:
- O mito e a literatura arcaica. A história primitiva arcaica era constituída pelos relatos lendários, sendo Homero o maior expoente desse período. Embora se recuse que seja um "primeiro historiador", alguns autores  consideram-no o "possibilitador" da historiografia posterior.[36] Outros reduzem a sua importância, considerando-o o precursor da cronografia e de que nele nasce a concepção de sucessão cronológica.[37] A presença do mito apenas começou a reduzir-se com Hecateu de Mileto ao constatar a longa história oriental comparado com a história grega.
- O afã explorador e investigador que daria origem aos périplos.
- O nascimento de uma concepção racional do mundo que levou por um lado ao surgimento de uma geografia representativa ou cartográfica. Por outro lado, possibilitou a substituição do mito por esquemas racionais, surgindo os logógrafos. Adicionalmente, ajudou ao nascimento da historiografia uma necessidade de afirmação pessoal, criando genealogias que rastreavam os antepassados das famílias. Entre os logógrafos destacaram-se Cadmo de Mileto, Helânico de Lesbos e especialmente Hecateu de Mileto.[38] Além disso, foram realizados anais rudimentares, como a relação cronológica dos vencedores dos jogos olímpicos realizada por Hípias.

Outros autores assinalam como fundamental para o nascimento da historiografia grega a influência oriental. O contato com o império persa torna os gregos cientes do que os rodeia e da sua herança cultural, sendo um estímulo para contar a sua história. Portanto, fica num segundo grau a importância de uma consciência nacional para o surgimento da historiografia.

#### Heródoto

Possível visão do mundo segundo a História de Heródoto.

Foi considerado pelos seus sucessores tanto o "pai da história" como o "maior embusteiro". Atualmente está melhor considerado e, embora com ressalvas, é considerado fiável. Os seus críticos na antiguidade acreditavam-no amigo dos bárbaros, considerando os seus escritos histórias interessantes, mas alheias à verdade.
Heródoto nasceu entre 490 e 480 a.C., numa família de notáveis de Halicarnasso. Implicado numa conjura, teve de exilar-se, marchando primeiro à ilha de Samos e posteriormente a percorrer o mundo conhecido, ficando refletida essa peregrinação na sua obra. O lugar da sua morte, acontecida em 425 a.C., não é seguro, embora na Suda se fixe em Túrio.
Há uma série de características que tornam Heródoto em algo novo, diferente a todo o anterior: trata-se de um autor pessoal claramente definido e não conta nenhuma história narrada por musas, mas o resultado de uma pesquisa. Além disso, a sua obra narra os acontecimentos do homem; os deuses deixam de ter cabimento na historiografia, pelo menos direta ou pessoalmente. Para Schrader, a obra de Heródoto é integrada por uma História de Lídia, uma História de Pérsia e uma História das Guerras Médicas. A sua História, dividida em nove livros na biblioteca de Alexandria, articulava-se segundo um critério ternário. Assim mesmo, cada passagem articula-se em três partes: uma introdução, uma digressão e a narração do episódio de que se trate podendo haver digressões adicionais em algumas partes. A própria pesquisa de Heródoto tinha um critério ternário.
A História basea-se principalmente nas fontes orais e em caso de obter diferentes versões, expunha as que mais fundamento tinham para que cada um escolhesse. Quanto às fontes escritas, destacaram-se pelo seu uso três grupos: 1)os dados aportados por poetas; 2) as inscrições, listas oficiais e administrativas, bem como oráculos; 3) as informações de logógrafos e literatura da sua época. O desconhecimento da língua de algumas inscrições e listas oficiais fazia que ocasionalmente Heródoto cometesse erros na sua interpretação por uma má tradução. Enquanto a influências de autores anteriores, a crítica distingue cerca de trinta passagens baseadas em Hecateu de Mileto. Na sua obra destacam-se também as suas descrições geográficas e etnográficas, em maior parte fruto da sua própria experiência como viajante.

#### Outros historiadores menores
As únicas obras que podem ser consideradas históricas no princípio e meados do século V a.C. provêm dos logógrafos. Conhecem-se graças ao trabalho compilador de Dionísio de Halicarnasso e de outros autores como Plutarco nos quais se encontram fragmentos das obras dos logógrafos. Neste século destaca-se entre eles Helânico de Lesbos. A sua importância observa-se também no fato de ser mencionado por Tucídides e, ainda que seja uma menção crítica, apenas a ele e a Heródoto tem a consideração de mencioná-los. Tucídides destaca que Helânico é o único que trata a história da Ática recente, embora sem exatidão cronográfica e dum modo breve demais. Helânico, que escreveu sobre a história de Atenas, foi um precursor das crônicas locais de história contemporânea, superando ademais a Heródoto em questões de cronologia. O seu trabalho foi continuado no século seguinte pelos atidógrafos. O último logógrafo conhecido foi Ferecides de Leros, que faleceu em 400 a.C., sendo mais mitógrafo que historiador. É sua a versão mais antiga que se conhece do mito de Procris. [carece de fontes?]

### Tucídides

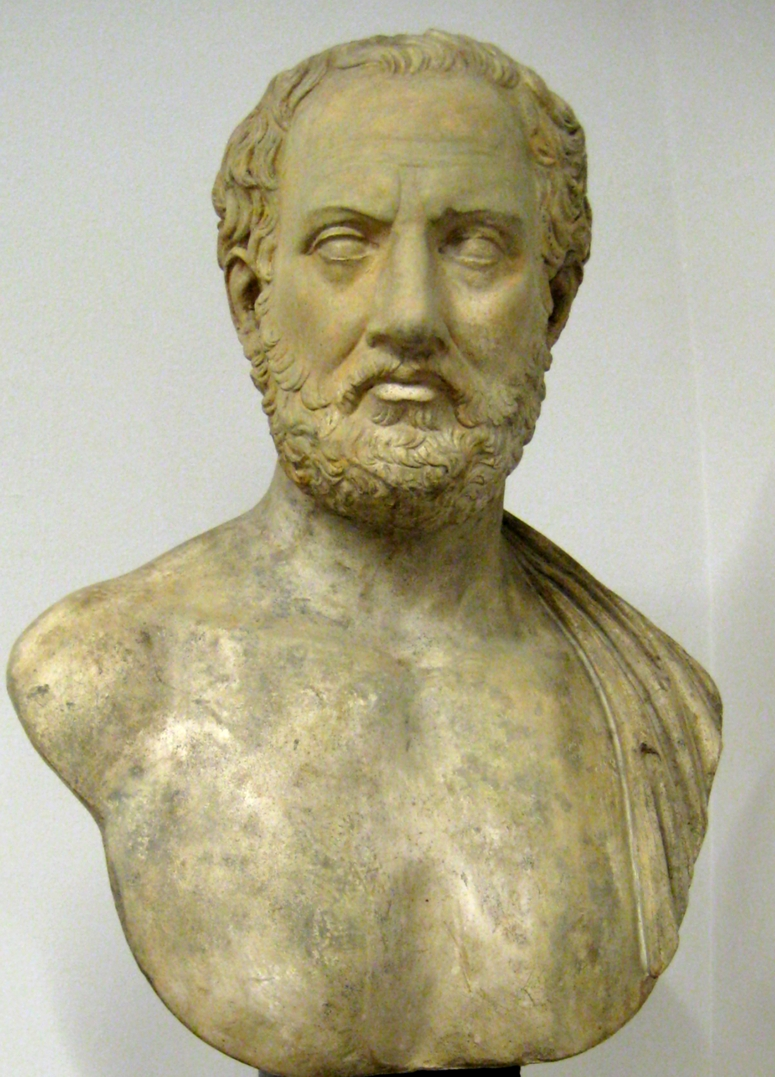
Tucídides de Atenas.

Tucídides nasceu por volta de 460—455 a.C. em Atenas, numa família nobre com concessões de minas. É possível que ao começar a guerra contra Esparta, Tucídides prestasse serviço na sua cidade. Em 424 a.C. foi eleito estratego e, ante uma derrota militar, foi considerado culpável, tendo de exilar-se. A sua morte aconteceu provavelmente em 398 a.C.. Essa data está em consonância com a afirmação de Amiano Marcelino (Vita, 34) de que Tucídides faleceu na cincuentena. Alguns investigadores modernos negam a sua condição de exilado, vendo-o como uma mostra da intromissão posterior de Xenofonte na obra de Tucídides.
O seu trabalho chegou à atualidade sem nome definido e dividido em oito livros, mas costuma ser conhecido como a História da Guerra do Peloponeso. A obra ficou inacabada, ao morrer Tucídides. O momento no qual se realizou a obra gerou um intenso debate historiográfico, denominado a "questão tucidídea". A discussão foca-se em duas teorias: analítica e unitária. A primeira propõe que a obra foi escrita em diversas fases, enquanto a segunda, maioritaria atualmente, expõe que toda a obra foi escrita de maneira continuada, debatendo-se então em que momento começou Tucídides a escrever a obra.
A sua obra implica um avanço ao diferenciar as causas políticas da guerra em causas "superficiais" e "verdadeiras ou a razão profunda". Adicionalmente, recusa qualquer intervenção divina, distanciando-se assim de Heródoto. Tucídides quis mostrar a guerra como inevitável sendo para ele a razão profunda o temor de Esparta ao poderio ateniense. Alguns investigadores consideram que o estudo das causas de Tucídides era ainda pouco elaborado e limitava-se a assinalar os sentimentos profundos das populações. Tucídides quase não influiu nos historiadores imediatamente posteriores, mas com o passo dos séculos tornou-se num modelo e com ele começar a linguagem histórica, com a sua gíria particular, que depois imitarão historiadores romanos como Suetônio ou Tácito.
Quanto às fontes, assim como Heródoto usa principalmente fontes orais, embora também faz uso de inscrições para conhecer cifras exatas, que em caso de que não conhecesse não inventava. Ele próprio assegura fazer uma seleição crítica dos relatórios orais, aproveitando-se além disso de ter vivido muitos dos acontecimentos como testemunha direta.

### Historiadores do século IV a.C.
Apesar de neste século se contarem mais de um centenar de historiadores, quase não se conservaram fragmentos ou algumas citas da maioria deles. Apenas de Xenofonte foi conservada a sua obra completa, pela alta consideração que tinham os seus escritos na antiguidade, o que contrasta com o pouco reconhecimento dos investigadores atuais. Neste século teve maior sucesso a filosofia, que não prestou interesse pelos trabalhos históricos nem metodologias rigorosas. Neste contexto ficam os trabalhos históricos de Platão nos quais desdebuxa a separação entre realidade e mito, inventando até mesmo toda uma região como a Atlántida. Outros historiadores deste século são Teopompo, Éforo, Ctésias e os atidógrafos. [carece de fontes?]

#### Xenofonte e aHelénicas de Oxirrinco

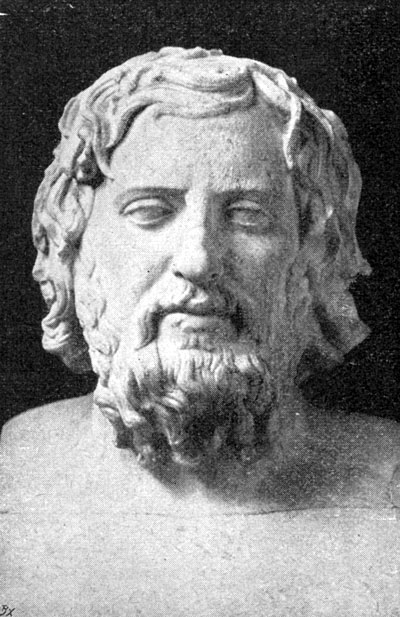
Xenofonte, busto em Berlim.

Nasceu em 431 a.C. em Atenas, no seio de uma família abastada. De entre as suas obras destaca-se a seguir da obra inacabada de Tucídides, as Helênicas. Também fez uma biografia de Ciro II, a Ciropédia e diversas obras sobre o processo instruído contra Sócrates. Além disso, escreveu a Anábase, na qual narra a expedição militar de Ciro, o Jovem contra Artaxerxes II. O próprio Xenofonte participou nessa expedição. A Anábase contrasta com as obras anteriores sobre a história grega ao focar-se num período curto e num personagem, o próprio Xenofonte.
As suas diferenças com Tucídides são notáveis; por exemplo, recupera as influências divinas nas Helénicas. O estilo de Xenofonte é decadente e pessimista, com muita influência retórica e pouca metodologia histórica. Embora seja considerado um historiador menor, o seu estudo é fundamental pela conservação de todas as suas obras, sendo a base de muitas teorias historiográficas sobre essa época.
Xenofonte não foi o único continuador da obra de Tucídides. Além de umas Helénicas pouco conhecidas de Teopompo, destacam-se as denominadas Helénicas de Oxirrinco. Ao longo do século XX foram-se descobrindo em Oxirrinco uns papiros que continham esta história. Segundo Lérida, a sua principal característica é a falta de estilo, mas conjuga-se com uma correta objetividade e apresentação dos fatos, que os torna uma fonte mais fiável que Xenofonte. A identidade do autor destes papiros não fica clara, embora para muitos investigadores poderia tratar-se de um tal Crátipo de Atenas. Também se pensa em Teopompo, além de outras opções menos plausíveis como Éforo de Cime, Androcião, Anagímenes ou Démaco.

#### Teopompo
Nascido em Quios em 380 a.C., é considerado o melhor historiador deste século. Embora se perdesse toda a sua obra, ficam muitos fragmentos copiados por outros autores. Da sua obra mais temporã, as Helênicas, apenas restam fragmentos. É uma continuação da obra de Tucídides, considerada de pouca importância e própria da maturação como autor de Teopompo. Desde os seus começos, aprecia-se a influência de Heródoto, Isócrates e Antístenes.
A sua obra mais importante são as Filípicas, conhecida pelos numerosos fragmentos em obras de outros autores. Teopompo foi o primeiro historiador que apreceu o esgotamento das teses de Tucídides e a mudança de palco pelo acesso ao poder de Filipe da Macedônia, desaparecendo a principal luta entre Esparta e Atenas. Nas suas Filípicas combina a crítica moral a Filipe pelo seu comportamento, que o levou ao seu assassinato, com louvores às suas ações políticas como defensor do pan-helenismo. Assim mesmo mostra o seu ódio pela democracia e as instituições atenienses, considerando-as culpáveis da degeneração das sociedades.

#### Outros historiadores

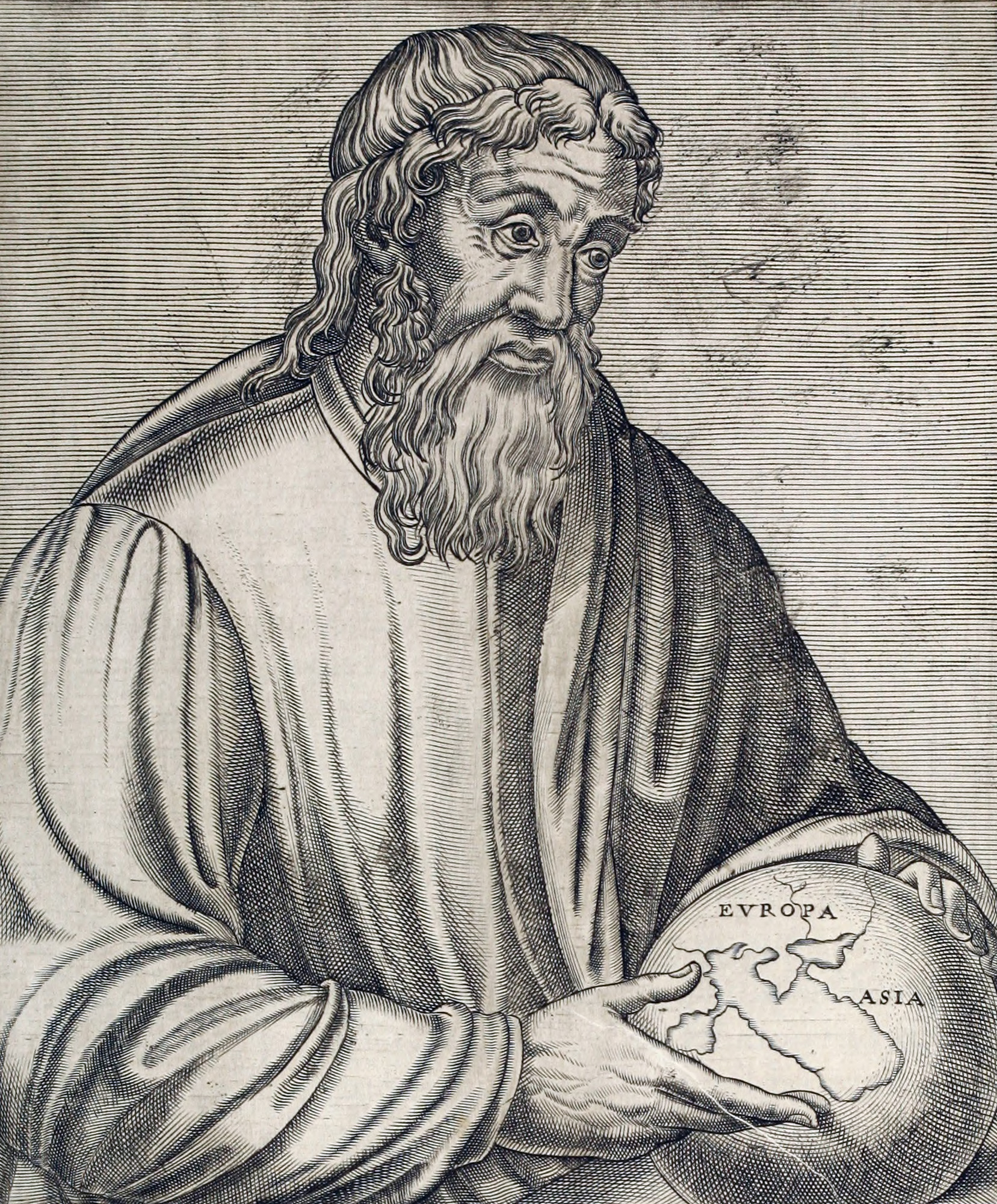
Graças a Estrabão, aqui segundo uma gravura do século XVI, conhecem-se vários autores como Éforo ou Posidônio.

Entre o resto de historiadores destaca-se Éforo que, embora a sua obra esteja perdida, foi citado e plagiado por Diodoro e Estrabão entre outros. Escreveu uma História em trinta livros, uma história geral do mundo grego, do século XI a.C. até 340 a.C., que mereceu o elogio de Políbio como primeira história universal. A sua obra esteve muito influenciada pelos conceitos retóricos de Isócrates, do qual foi discípulo. Isto reflete-se nos seus discursos, completamente inventados. Além disso, a sua obra tem um prejuízo patriótico que o levava a acusar Heródoto de "filobarbarismo" por contar a história de regiões alheias à Grécia.
Outros autores foram Filisto de Siracusa e Ctésias. O primeiro escreveu uma História da Sicília das origens até o final da guerra do Peloponeso, além de um estudo sobre Dionísio, o Velho e um apêndice sobre o seu filho, Dionísio II. Da sua obra apenas ficam pequenos fragmentos em citas de outros autores, tendo sido muito reconhecido na antiguidade. Pela sua vez, Ctésias escreveu Persica e Indica. Destacou-se pelas suas furibundas críticas a Heródoto, acusando-o de mentiroso, o que não impediu que o plagiasse quando escreveu sobre períodos remotos. Gostou do seu exotismo entre os seus contemporâneos, mas é alheio a qualquer metodologia histórica.
Adicionalmente, neste século destacam-se os atidógrafos, que contavam a história da Ática. Ao perder Atenas o seu poderio, renasceu um interesse pelos tempos passados que se refletiu em autores como Clidemo que escreveu Atthis em quatro livros ou Androcião que publicou outra obra com o mesmo nome. A sua característica principal era um patriotismo muito tradicionalista. Finalmente, ficam os historiadores que se seguiram a Alexandre, o Grande, transmitindo o seu périplo. Esse séquito de historiadores arquivou todo o que sucedia numas Efemérides dirigidas por Eumenes de Cárdia e Diódoto da Eritreia. Vários historiadores contaram a biografia de Alexandre: Calístenes de Olinto, que foi condenado à morte acusado de conjura; Ptolemeu após a sua coroação no Egito; e Aristóbulo. Estes dois últimos autores foram considerados na antiguidade como a fonte mais fiável.
Finalmente, se tem de mencionar a influência de uma filosofia em auge sobre a historiografia. A história é considerada um meio mais para mostrar a filosofia. Assim, por exemplo, o faz Platão, dividindo a história numa era anterior ao dilúvio e uma etapa poscataclismo. Deste modo pode "inventar" toda uma história do mundo anterior, do qual não ficariam provas físicas, mostrando-o como o seu modelo político. Sobre o mundo poscataclismo também faz uma história Platão, aproveitando-a para as suas motivações filosóficas, apresentando um quadro pessimista e decadente.

### Período helenístico
Desde o começo deste período, a historiografia perdeu o seu caráter político, orientando-se para a superficialidade e a ficção novelesca. O número de historiadores é muito alto, mas destacam-se pela sua metodologia e transcendência Políbio, Posidônio e Timeu. Além do seu é o período da "historiografia trágica", representada por exemplo por Filarco. Este tipo de historiografia é o mais representativo do momento, ao realçar-se mais o valor literário do que a historiografia em si. Estes historiadores foram duramente criticados por Políbio, pois acreditava que os recursos trágicos obstruíam a procura de precisão e veracidade. Por outro lado, também se destaca pela grandeza da sua obra Diodoro Sículo, que realiza uma antologia da historiografia anterior na Biblioteca Histórica, formada por 40 livros e que trata desde o remoto universo mítico até as campanhas de Júlio César na Gália. Ao ser um resumo, a sua obra é, segundo Grant, superficial e pouco original, embora se destaque pela sua recusa à introdução de discursos no argumento.

#### Timeu
Era natural da Sicília mas teve de exilar-se em Atenas, permanecendo ali cerca de cinquenta anos, onde se fez a conhecer pelas suas duras críticas, sendo alcumado "Timeu o denegridor". Morreu na Sicília em 260 a.C. É considerado o historiador mais destacável dos começos do período helenístico. Escreveu uma História Siciliana de trinta e oito livros e, no final da sua vida, uma história de Pirro. A sua principal característica é o uso majoritário das fontes escritas, o que lhe valiou duras críticas de Políbio, que se tornou no seu maior crítico. Teve outros críticos como Polemão, que escreveu um Contra Timeu no século II a.C. [carece de fontes?]
A obra de Timeu perdeu-se. Ainda pelas suas críticas, é conhecido graças a Políbio. Assim, na História Siciliana, primeiro havia uma introdução de cinco livros e antes da parte narrativa um livro dedicado à natureza da história. O resto do livro tratava da história siciliana propriamente dita, com alusões à Magna Grécia. Segundo Momigliano, as linhas principais da história eram a luta contra as tiranias e o conflito entre gregos e cartagineses. [carece de fontes?]
Por outro lado, Timeu introduz um tema inédito na sua obra: a história de Roma. Acredita-se que, brevemente na História Siciliana e mais amplamente na sua monografia sobre Pirro, estudou as origens da incipiente civilização romana. Timeu foi o primeiro historiador a compreender a ascensão de uma nova potência. Também é destacável por ser o primeiro a estabelecer uma cronologia com o cómputo das Olimpíadas.

#### Políbio
Foi o primeiro historiador grego a tratar o fenômeno romano, influenciado por Timeu, com profundidade. Nasceu em 200 a.C. em Megalópolis. Pouco depois da conquista romana foi deportado a Roma junto a outros notáveis da sua cidade. Durante a sua estadia ali fez amizade com os Cipiões, podendo seguir a Públio Cornélio Cipião Emiliano nas suas conquistas. Quanto ao seu trabalho historiográfico, escreveu umas Histórias em quarenta livros, das quais apenas se conservam quase completos os cinco primeiros, ficando do resto unicamente fragmentos. A sua obra trata da história do progresso romano e abrange da Primeira Guerra Púnica até 146 a.C., após a destruição de Corinto e Cartago.
A principal crítica a Políbio é o excessivo louvor da política romana. Como muito chega a ver injusta a invasão da Sardenha, ainda que o considera como algo pontual e não como uma mostra da política geral romana. Igualmente faz críticas individuais como a Marco Cláudio Marcelo, ao que acusa de pouco prudente, mas não há crítica geral como pode haver contra a política dos estados gregos. Para Momigliano isto pode ser devido a uma identificação, em parte, de Políbio com o sucesso romano, ainda que não a uma capitulação completa.
Por outro lado, de Políbio é reconhecido um avanço no estudo das causas dos acontecimentos históricos. Políbio levava em conta três conceitos:
- Causa: conjunto de operações mentais que predispõem a agir uma vez se tornou a abstração dos acontecimentos prévios.
- Pretexto: o detonante ou o imperativo ineludível que obriga a passar de imediato à ação.
- Començo: costuma coincidir com um acontecimento especialmente memorável.

Com este esquema teórico ganham importância os indivíduos e as decisões que tomam. Em todo caso, este esquema não era totalmente sólido nem era válido em qualquer circunstância. Políbio destaca-se, além disso,  pelas suas constantes alusões ao seu método e à sua escolha pela história contemporânea, justificada segundo ele pela constante renovação da matéria e pela sua utilidade.

#### Posidônio
Viveu entre o século II e o século I a.C. e dedicou-se a múltiplas matérias, como a geografia e a filosofia. Do seu trabalho histórico não se conserva nada, mas foi usado por muitos autores posteriores como Estrabão, Tito Lívio, Diodouro ou Apiano. Continuou a obra de Políbio narrando um período compreendido entre 135 ou o 145 a.C. e os começos da ditadura de Sula. Destaca-se nele a sua crítica à escravidão, chegando a celebrar que os cidadãos de Quios se tornassem escravos por tê-la introduzido previamente no mundo helénico. [carece de fontes?]
Para alguns investigadores, Posidônio cometeu o mesmo erro que Políbio ao tratar os romanos com pouca profundidade, obviando as diferenças culturais entre romanos e gregos. Também não fez críticas à política imperialista romana, mas sim é mais duro do que Políbio, criticando por exemplo a expoliação comercial.

### Historiografia na época imperial
A historiografia grega não desapareceu pela dominação romana. Segundo Momigliano, foi a ascensão e consolidação do cristianismo o que levou a decadência do mundo grego e, portanto, da sua historiografia. Então surgiu um novo tipo historiográfico, a historiografia cristã. Em todo caso, outros autores, como Roussel, consideram que a historiografia grega não tinha mais que contar e o seu esgotamento era patente após demonstrar-se o poderio romano. [carece de fontes?]
De qualquer modo, no período compreendido entre o século I a.C. e o século V d. C. a historiografia grega manteve ainda mostras de viveza com autores como Dionísio de Halicarnasso (ainda no século I a.C.), Apiano, Dião Cássio ou Flávio Arriano. Como signo de decadência historiográfica multiplicaram-se as obras pseudohistóricas, entre cujos autores destaca-se Pausânias. [carece de fontes?]

#### História de Roma
A partir do século I a.C. Roma tornou-se no império mais potente do mundo conhecido graças a uma agressiva política de expansão. A historiografia do momento não é alheia ao poderio romano e a maior parte dos historiadores gregos viajam a Roma para contar a história do novo império. Adicionalmente, numa clara diferenciação com os autores helenísticos, os historiadores deste período introduzem-se mais no modo de vida romano, conhecendo o latim por exemplo, embora a princípio ainda não fosse considerado uma realidade alheia ao mundo grego. Em todo caso, Dionísio de Halicarnasso, ao conhecer a língua, pôde consultar com maior facilidade as fontes originárias, realizando uma História antiga de Roma, composta por vintedois livros, dos quais se conservam dez. A sua obra carecia de espírito crítico e abusava da retórica, mas de qualquer modo era ainda alheia a qualquer forma de pseudohistória.
Apiano e Dião Cássio também se dedicaram à história romana. O primeiro escreveu no século II uma História romana em vintequatro livros que se inicia com a chegada de Eneias à Itália. Pela sua vez, Dião Cássio, já no século III, voltou a escrever outra História romana, demonstrando a falta de temas e a repetição na que caía a historiografia grega. Neste caso, contava com oitenta livros, da época mítica de Eneias até o segundo consulado. Na obra de Dião Cássio é cada vez mais patente a falta de crítica historiográfica, sendo uma obra concebida para contentar mais que com fins históricos.
O único autor destacável alheio ao tema da história de Roma foi Flávio Arriano. Procedente da asiática Bitínia, escreveu uma história oriental no século II, a Anábase de Alexandre. Com sete livros, tem influências de Heródoto, Tucídides e, com menor intensidade, de Xenofonte. Apesar do seu original tema, Arriano também mostra sinais da decadência do gênero, sendo a sua obra pobre do ponto de vista científico e caíndo com frequência no encómio.

#### Decadência
Houve outros autores menos destacáveis que são unicamente mostras da progressiva degeneração e da derivação à pseudohistória e à literatura. Alguns destes foram Herodiano, que escreveu uma história de Roma muito específica, após a morte de Marco Aurélio; Públio Herênio Déxipo, que se centrou mais nos prólogos que na obra em si mesma; Eunápio de Sardes autor de Vida de filósofos e sofistas e uma Crônica continuadora de Déxipo.[carece de fontes?]
O último historiador grego antigo reconhecido foi Zósimo, que viveu durante o reinado de Anastácio I Dicoro. Escreveu uma História Nova contemporânea em seis livros, centrada nas sucessões imperiais. Atribuiu a decadência romana à recusa dos deuses pagãos e é comparável quanto à sua metodologia a Políbio.

## Limitações
A principal problemática da historiografia grega é a perda da maior parte das obras. Da maioria dos historiadores apenas se conservam fragmentos em outros autores, ocasionalmente sem assinalar claramente a sua origem. Perdeu-se a obra de autores como Hecateu de Mileto, Ctésias, Éforo, Teopompo e um longo et cétera. Outro tipo de limitações são as estritamente historiográficas, referentes ao uso dos historiadores gregos como fonte para os autores modernos. Grant assinala diversos problemas, entre eles: preferência pela qualidade literária sobre a historiográfica, justificação pessoal do fato no passado, influências familiares e políticas, presença de anacronismos, chovinismo ou o gosto moralizante. O mesmo autor conclui de qualquer modo que não se tem de recusar o seu uso como fonte, mas ser cautelosos com a informação que fornecem, sem deixar por isso de poder ser, assim mesmo, apreciáveis do ponto de vista artístico.
Sobre as limitações dos autores gregos, o filósofo francês Châtelet indica a sua deficiente cronologia e a recusa dos fatos objetivos quando estes não permitem restaurar uma ordem clara. Sinala, por exemplo, que em Heródoto há mais preocupação por mostrar a grandeza do que se conta que de determinar os acontecimentos de uma época determinada. O francês atribui assim mesmo as diferenças científicas entre a historiografia atual e a grega à diferente concepção do passado e da temporalidade, pois os gregos não consideravam o homem como sujeito da história, mas tinham a ideia de um "devir cósmico" prefixado.

### Enviesados pessoais
A obra dos historiadores gregos não foi alheia às suas vidas. Assim, na obra da maioria podem-se apreciar justificações de erros cometidos, lagumas nesse senso ou até mesmo invenções. Esta tendência será a tônica geral nas autobiografias. Assim mesmo, são constantes as difamações pessoais de inimigos do autor. Assim, Tucídides atacou Cleón, que contribuiu para o seu exílio, ou Xenofonte a Menão. Do mesmo jeito se tem de entender o ataque de Políbio a Timeu, a fim de se consolidar como o principal historiador de Grécia e Roma. Pelo lado contrário, também houve enviesados pessoais favoráveis, como Políbio com os Cipião. Estas deformações históricas foram já visíveis na antiguidade, e o mesmo Cícero chamou a atenção sobre elas.

### Geral
- BRAVO CASTAÑEDA, Gonzalo: Historia del mundo antiguo: Una introducción crítica. Alianza, Madrid, 1994. ISBN 84-206-2773-9
- BURROW, John: Historia de las Historias: de Heródoto al siglo XX. Crítica, Barcelona, 2009. ISBN 84-7423-699-6
- GRANT, Michael: Historiadores de Grecia y Roma: información y desinformación. Alianza Editorial, Madrid, 2003. ISBN 84-206-5606-2
- LÓPEZ LÓPEZ, Matías: La historiografía en Grecia y Roma: Conceptos y autores. Departament de Geografía i Historia, Universitat de Barcelona, Lleida, 1991.
- MOMIGLIANO, Arnaldo: La historiografía griega. Crítica, Barcelona, 1984. ISBN 84-7423-243-0
- ROUSSEL, Denis: Los historiadores griegos. Siglo XXI, Buenos Aires, 1975.
- SHOTWELL, James T.: Historia de la historia en el mundo antiguo. Fondo de Cultura Económica, Madrid, 1982. ISBN 84-375-0215-2

### Monografías
- ANDRADE, Nora (editora): Discurso y poder en la tragedia y la historiografía griegas. Editorial Universitaria de Buenos Aires, 2003. ISBN 950-23-1264-3
- CHÂTELET, François: El nacimiento de la Historia: la formación del pensamiento historiador en Grecia. Siglo XXI, 1978. ISBN 84-323-0322-4
- LÉRIDA LAFARGA, Roberto: Comentario histórico de la Helénicas de Oxirrinco. Institución Fernando el Católico, Deputação de Saragoça, 2007. ISBN 84-7820-912-5
- LÓPEZ EIRE, Antonio e SCHRADER, Carlos: Los orígenes de la oratoria y la historiografía en la Grecia clásica. Departamento de Ciências da Antiguidade da Universidade de Saragoça. 1994. ISBN 84-600-8987-8
- RAMÓN PALERM, Vicente: Estudios sobre Tucídides. Ensayo de un repertorio bibliográfico (1973-1995). Departamento de Ciências da Antiguidade da Universidade de Saragoça. 1996. ISBN 84-920431-2-1